# Anton Hegarty
Anthony "Anton" Hegarty (Derry, Comtat de Derry, 14 de desembre de 1892 - Rugby, Warwickshire, 10 d'agost de 1944) va ser un atleta irlandès que va competir a començaments del segle xx.
El 1920 va prendre part en els Jocs Olímpics d'Anvers, on va disputar dues proves del programa d'atletisme. En el cros per equips guanyà la medalla de plata, formant equip amb James Wilson i Alfred Nichols; mentre en el cros individual fou cinquè.